# Tatfrage
Tatfrage (auch Tatsachen- oder Sachfrage) und Rechtsfrage bilden in Rechtswissenschaft und Rechtspraxis ein Begriffspaar bei der Anwendung des Rechts auf einen bestimmten Lebenssachverhalt, was in der Methodenlehre als juristischer Syllogismus bezeichnet wird. Nur bei geklärter Tatfrage ist die Rechtsfrage zu beantworten.

## Bedeutung
Die Tatfrage fragt nach dem tatbestandlich relevanten Geschehensablauf, der juristisch bewertet werden soll.
Der ihr zu Grunde liegende Sachverhalt wird insbesondere in der Straf- und Verwaltungsgerichtsbarkeit von Amts wegen ermittelt (Amtsermittlungsgrundsatz), im Zivilprozess hingegen von den Parteien dargelegt (Beibringungsgrundsatz).
Zu unterscheiden sind innere Tatsachen wie der Rechtsbindungswille oder der Vorsatz, und äußere Tatsachen wie die bewegliche Sache, außerdem die „empirische Wahrheit“ als unmittelbare Feststellung von Erfahrungswerten und die „Indizien“ als bloß mittelbare Feststellungen, die von einer empirischen Wahrheit auf eine andere schließen lassen.

## Praktische Anwendung
Tatfragen sind der Beweiserhebung zugänglich und grundsätzlich auch beweisbedürftig. Das Prozessrecht kennt neben den allgemein oder zumindest gerichtsbekannten Tatsachen, die gemäß § 291 ZPO ausnahmsweise keiner weiteren Beweiserhebung bedürfen, als Beweismittel die Parteivernehmung, Zeugenaussagen, Sachverständigengutachten, Inaugenscheinnahme durch das Gericht sowie Urkunden.
Im Wege der Sachverhaltsermittlung werden die tatbestandserheblichen Fakten und Geschehensabläufe rekonstruiert und daraus für den zu entscheidenden Einzelfall eine singuläre Hypothese gebildet – im Unterschied zu allgemeinen Hypothesen in den Naturwissenschaften.
Beim Indizienbeweis wird eine Fallhypothese entworfen, zu der sich die schon bekannten Tatsachen nach Erfahrungsgesetzen zusammenfassen lassen [...] Wenn die unmittelbar tatbestandserhebliche Tatsache" (z. B. die vermutete Tötungshandlung des mutmaßlichen Täters) "als conditio sine qua non" enthalten ist, d. h., nicht hinweggedacht werden kann, ohne dass der tatbestandliche Erfolg in seiner konkreten Gestalt entfiele, ist die fragliche Tatsache durch Indizien bewiesen.
Die Beweiserhebung erfolgt in den Tatsacheninstanzen (I. Instanz und Berufung), nicht hingegen in der Revision als sogenannte reine Rechtsinstanz, die an die tatsächlichen Feststellungen der Tatsacheninstanzen gebunden ist.
Der erforderliche Gewissheitsgrad, mit dem die fraglichen Tatsachen feststehen müssen, variiert in den einzelnen Verfahren.
1. Nur im Zivilprozess gibt es zugestandene Tatsachen, die keines weiteren Beweises bedürfen und als wahr unterstellt werden (§ 138 ZPO, § 288 ZPO).
2. Der Glaubhaftmachung (§ 294 ZPO), d. h. der wohlbegründeten Möglichkeit des Vorliegens, bedürfen Tatsachen einerseits bei nur vorläufigen Entscheidungen, z. B. bei Erlass einer einstweiligen Anordnung, die noch in einem Hauptsacheverfahren eingehend geprüft wird, andererseits bei bloßen Vorentscheidungen ohne unmittelbaren Rechtsnachteil, z. B. bei der Entscheidung über das Vorliegen der von einem Zeugen behaupteten Gründe für sein Zeugnisverweigerungsrecht.
3. Im Übrigen bedürfen tatsächliche Behauptungen des sog. Vollbeweises, d. h., sie müssen mit an Sicherheit grenzender Wahrscheinlichkeit wahr sein. Eine letzte, 100%ige Gewissheit gibt es freilich nicht.

Nach dem Grundsatz der freien Beweiswürdigung hat das Gericht gemäß § 286 ZPO unter Berücksichtigung des gesamten Inhalts der Verhandlungen und des Ergebnisses einer etwaigen Beweisaufnahme nach freier Überzeugung zu entscheiden, ob eine tatsächliche Behauptung für wahr oder für nicht wahr zu erachten sei. In dem Urteil sind die Gründe anzugeben, die für die richterliche Überzeugung leitend gewesen sind.
Über das Ergebnis der Beweisaufnahme im Strafprozess entscheidet das Gericht gemäß § 261 StPO nach seiner freien, aus dem Inbegriff der Verhandlung geschöpften Überzeugung.
Dabei trägt im Zivil- und Verwaltungsprozess diejenige Partei, die sich auf die Wahrheit bestimmter tatsächlicher Behauptungen beruft, zugleich die Beweislast, d. h., die Nichterweislichkeit geht zu ihren Lasten. Im Strafprozess wirkt die Nichterweislichkeit belastender Tatsachen hingegen zugunsten des Angeklagten („in dubio pro reo“).
Die Rechtsfrage bewertet sodann den festgestellten Geschehensablauf und fragt normativ nach dessen Rechtsfolge.
Die Rechtsfrage wird beantwortet durch Anwendung des juristischen Syllogismus mittels Auslegung und Subsumtion. Die (gegebenenfalls ausgelegte) Rechtsnorm bildet den Obersatz und der mit dem erforderlichen Grad an Gewissheit feststehende Sachverhalt den zu subsumierenden Untersatz. Als Schlusssatz (Conclusio) lässt sich sodann ableiten, ob die gesuchte Rechtsfolge gilt oder nicht gilt.

## Beispiel
Person A hat Person B getötet. Die wertende Rechtsfrage lautet: Ist Person A wegen Totschlags oder wegen Mordes zu bestrafen?
Der Obersatz gemäß § 211 StGB (Mord) lautet:
(1) Der Mörder wird mit lebenslanger Freiheitsstrafe bestraft.
(2) Mörder ist, wer 
aus Mordlust, zur Befriedigung des Geschlechtstriebs, aus Habgier oder sonst aus niedrigen Beweggründen, 
heimtückisch oder grausam oder mit gemeingefährlichen Mitteln oder 
um eine andere Straftat zu ermöglichen oder zu verdecken, 
einen Menschen tötet.
Um die Tatfrage beantworten zu können, ist die Aufklärung des Sachverhaltes erforderlich, nämlich ob Person A die Person B „ermordet“ hat. Dazu müsste das Handeln von Person A eines der sog. Mordmerkmale, wie beispielsweise Habgier, erfüllen.
Unter Habgier verstehen Rechtsprechung und Lehre das rücksichtslose Streben nach Vermögensmehrung oder Besitzerhaltung um jeden Preis.
Als relevante Tatumstände, den subsumtionsfähigen Untersatz, bestätigt die gerichtliche Beweisaufnahme das Ergebnis der Vorermittlungen, nämlich dass Person A Person B getötet hat, um sich deren Vermögen anzueignen.
Als Rechtsfolge (Conclusio) ergibt sich, dass Person A als Mörder mit lebenslanger Freiheitsstrafe zu bestrafen ist.